# Nowy Folwark (powiat wrzesiński)
Nowy Folwark – wieś w Polsce, położona w województwie wielkopolskim, w powiecie wrzesińskim, w gminie Września.
W latach 1975–1998 miejscowość należała administracyjnie do województwa poznańskiego.
We wsi znajduje się szkoła podstawowa im. Polskich Noblistów, do której uczęszczają uczniowie z tej i sąsiednich wsi.